# Düsseldorfer Schloss

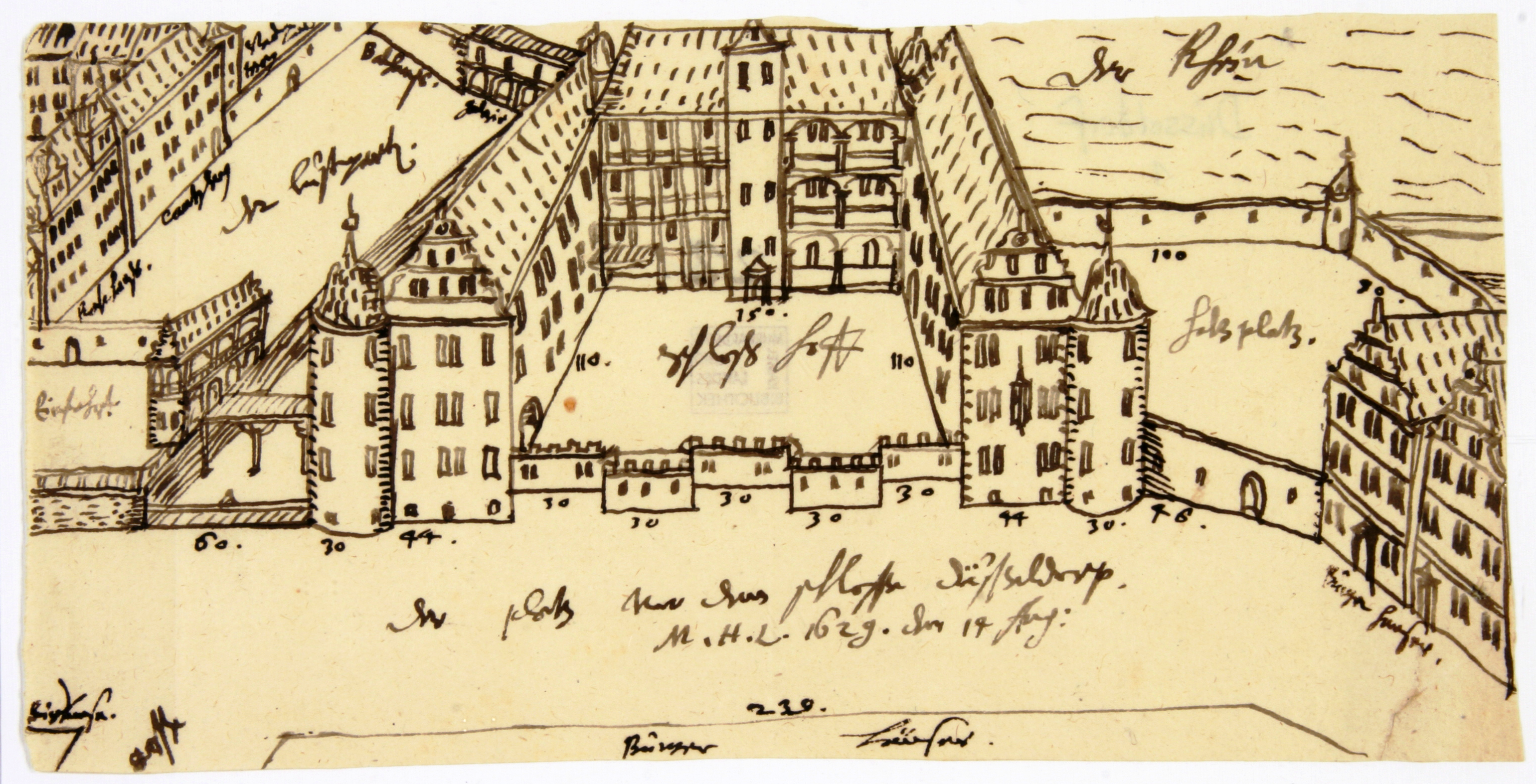
Stadtseite des Düsseldorfer Schlosses im Stil der Renaissance, 1629, Zeichnung des Landgrafen Moritz von Hessen-Kassel

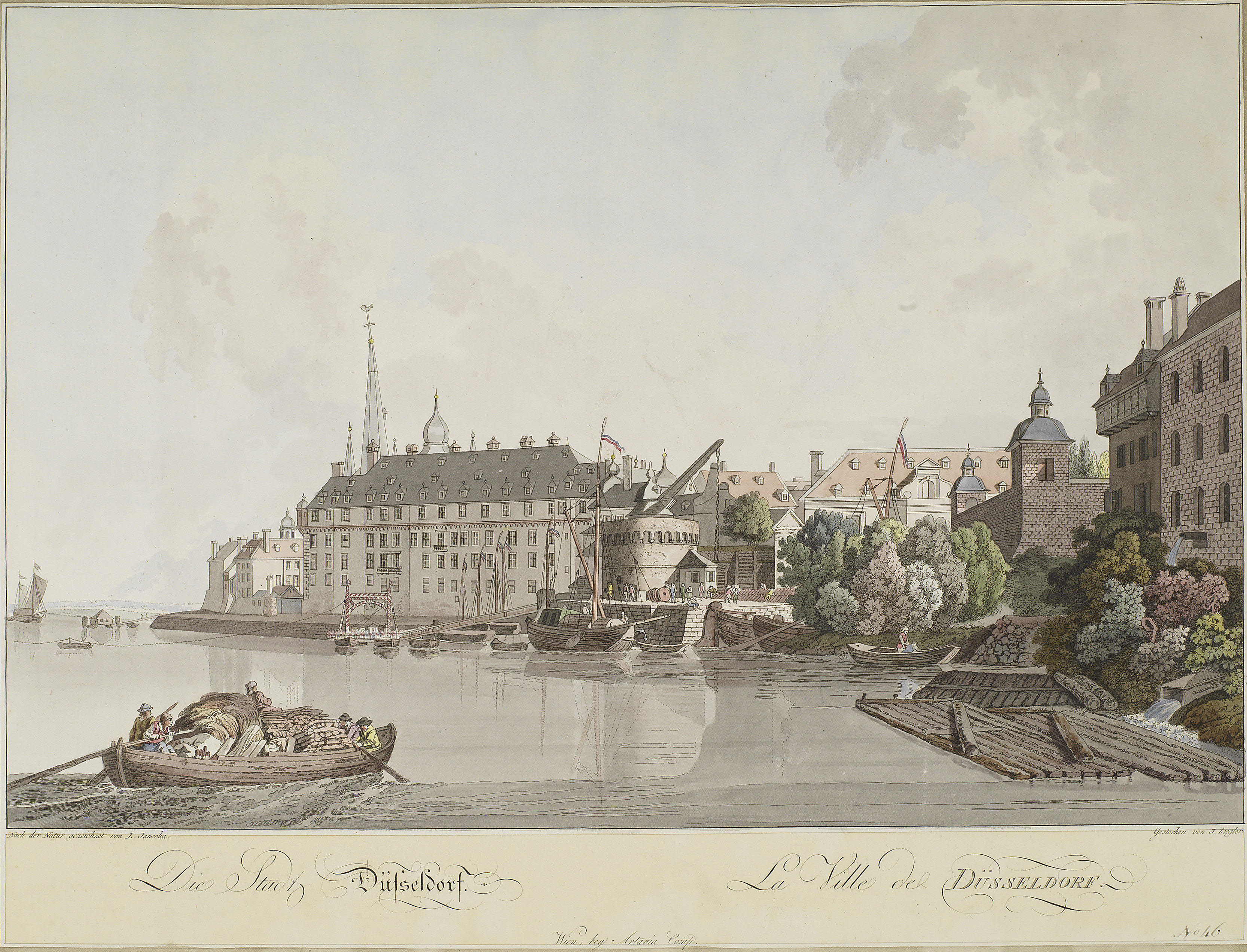
Rheinseite des Düsseldorfer Schlosses auf einem 1798 von Artaria publizierten Stich nach einer Zeichnung von Laurenz Janscha, der das Schloss vor den Zerstörungen von 1794 zeigt

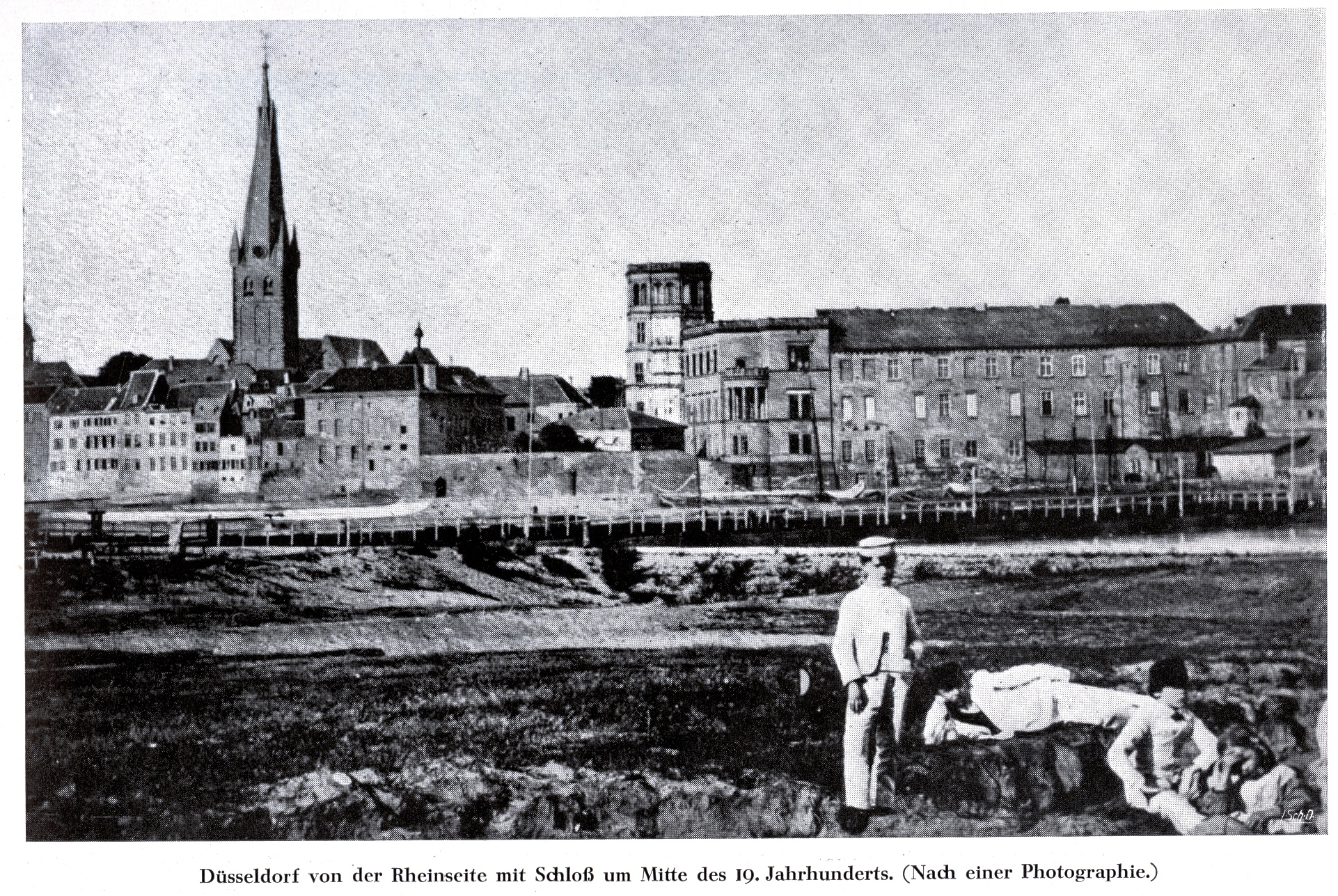
Rheinseite der Düsseldorfer Altstadt mit St. Lambertus und Schloss, Foto aus der Mitte des 19. Jahrhunderts

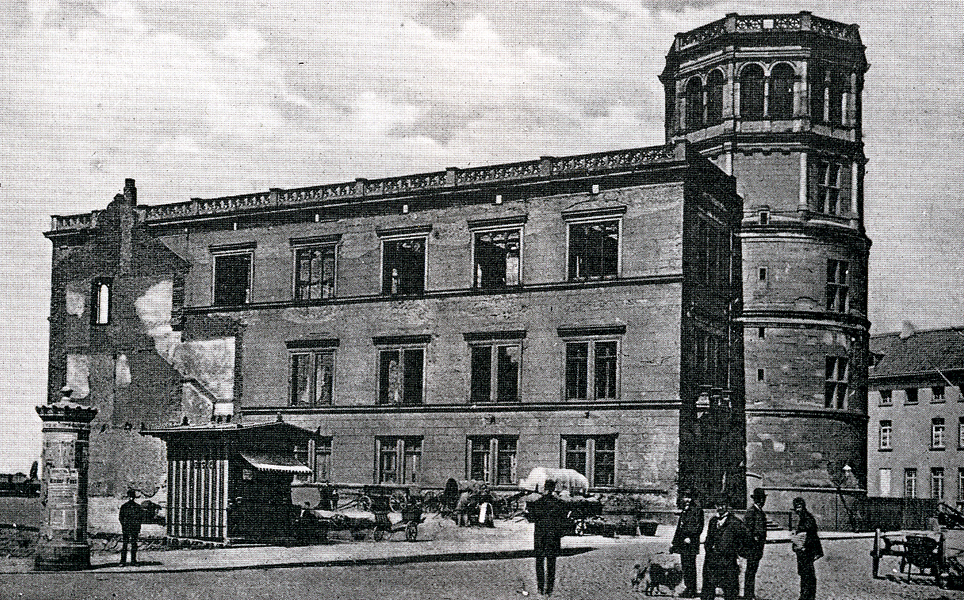
Düsseldorfer Schloss, nach Plänen von Rudolf Wiegmann und Friedrich August Stüler im Stil der Neorenaissance ab 1845 errichteter Gebäudeflügel für den Rheinischen Provinziallandtag (Ständehaus), Ruine um 1890

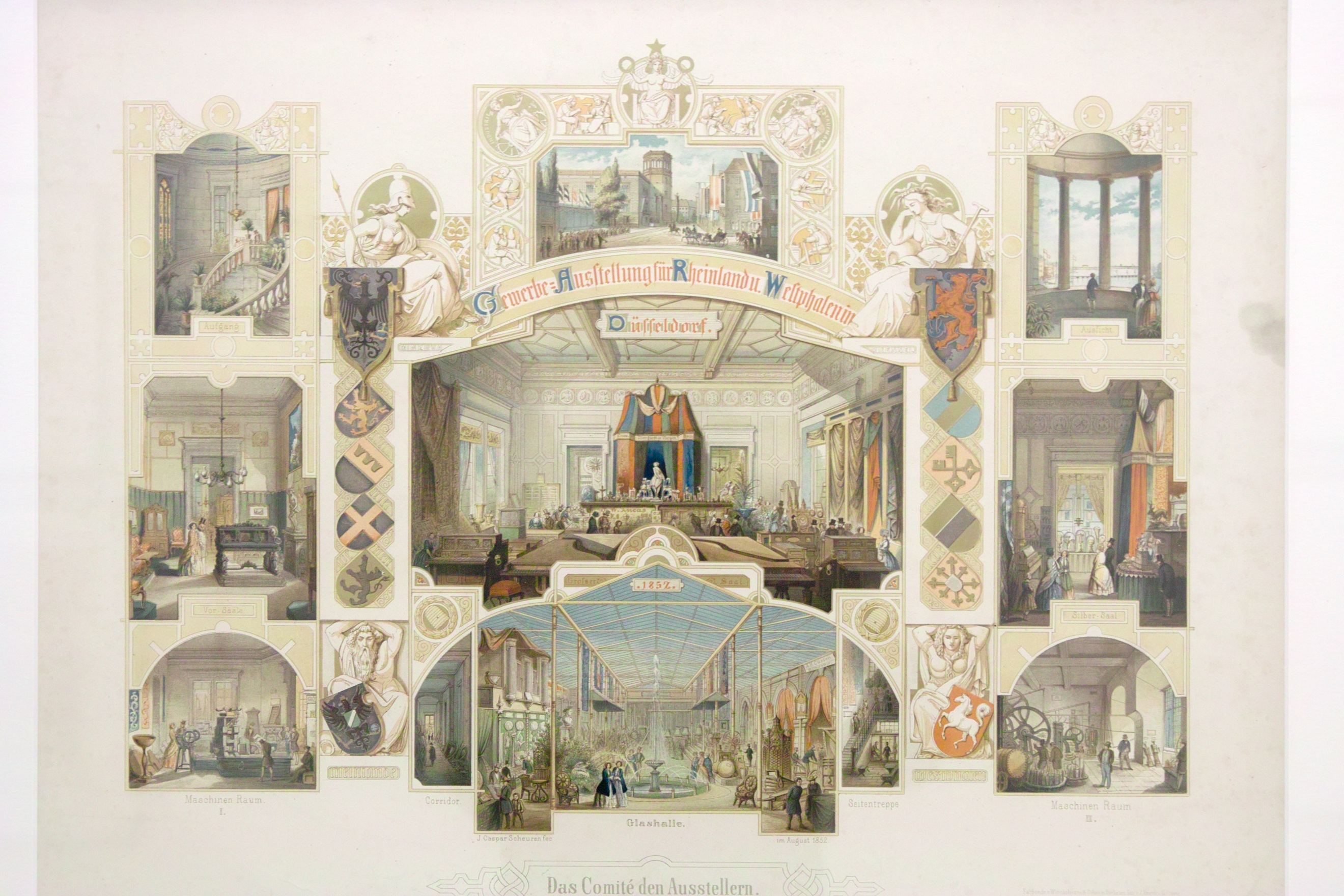
Zwischennutzung des Ständehauses während der Provinzial-Gewerbe-Ausstellung für Rheinland und Westphalen, 1852

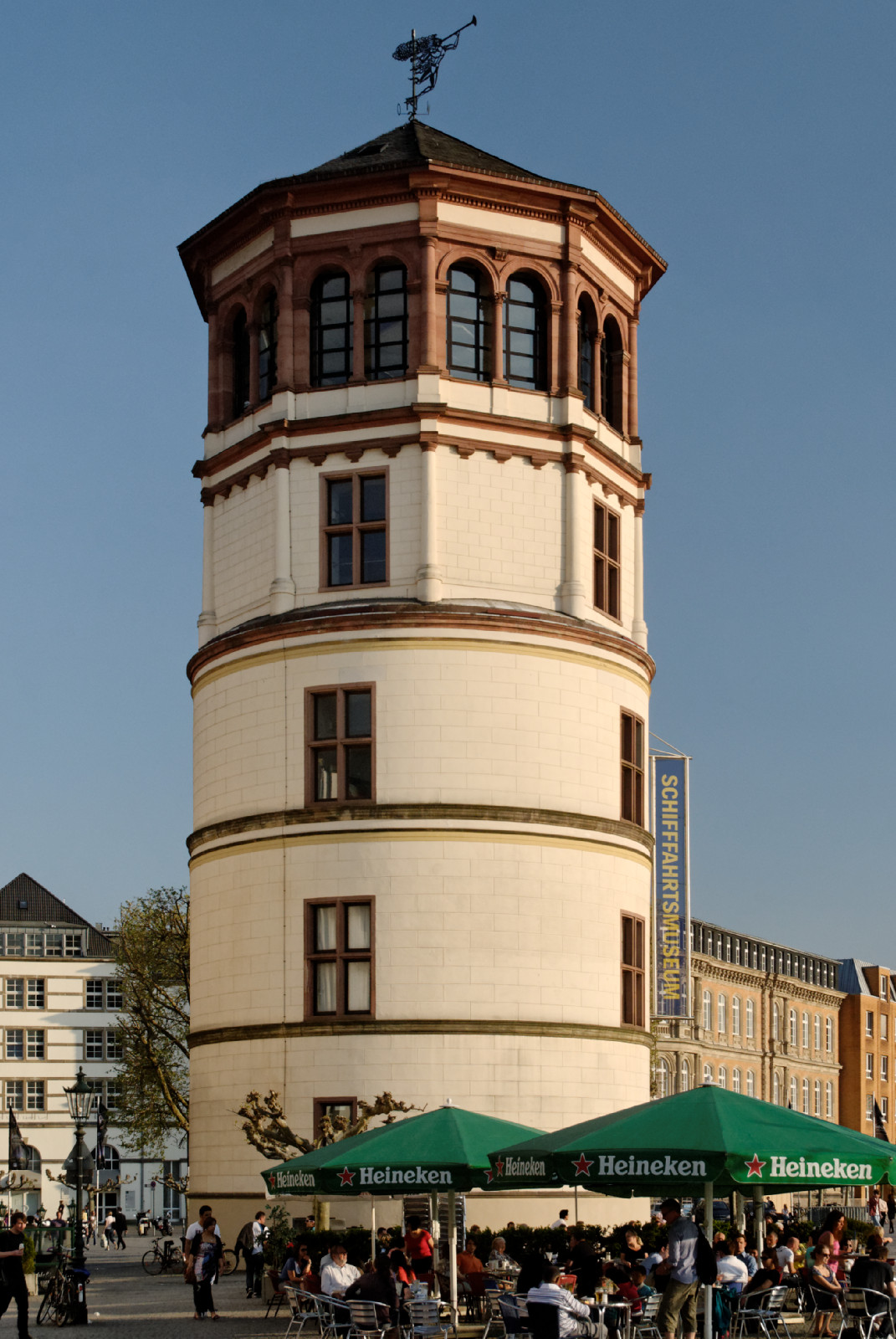
Verbliebener Schlossturm am Rheinufer, heute ein Düsseldorfer Wahrzeichen

Das Düsseldorfer Schloss an bzw. in der Düsseldorfer Altstadt bestand vom 13. bis 19. Jahrhundert. Das Gebäude wurde bereits vor 1260 als Niederungsburg der Grafen von Berg an der Rheinmündung der Düssel auf einer kleinen Insel erbaut. Ausbauten als herzogliches und kurfürstliches Residenzschloss erfolgten unter Wilhelm dem Reichen (1549), Jan Wellem (Ende 17. Jahrhundert) und Carl Theodor (1755). Internationale Beachtung erfuhr das Schloss vor allem durch seine Gemäldegalerie, die spätestens ab 1705 als erster selbständiger Galeriebau Europas auf der Südseite des Schlosses angebaut worden war und bis 1805 eine weltberühmte Kollektion von Bildern der Renaissance und des Barock ausstellte. Brände in den Jahren 1492, 1510 und 1794 bildeten Zäsuren in seiner wechselvollen Baugeschichte.
1821 zog die Kunstakademie Düsseldorf ein, daneben war von 1817 bis 1848 in einem Teil des Schlosses eine Münzprägeanstalt des Königreichs Preußen untergebracht. Ab 1845 wurde anstelle des niedergebrannten Nordflügels unter Friedrich Wilhelm IV. ein Neubau für den Provinziallandtag der Rheinprovinz errichtet. In der Nacht vom 19. zum 20. März 1872 wurde das Schloss, jahrhundertelang das Wahrzeichen der Residenzstadt Düsseldorf sowie ein Zentrum im Leben und im städtebaulichen Gefüge der Altstadt, endgültig ein Raub der Flammen. Ein noch erhalten gebliebener Südflügel wurde 1896 abgerissen.
An der Stelle des Schlosses erstreckt sich heute der Burgplatz, dessen Name auf die historische Nutzung der Fläche als Burganlage hinweist. Von ihr blieb nur der Schlossturm erhalten, in dem das Schifffahrtsmuseum beheimatet ist. Darüber hinaus erinnert an das Schloss dort nur noch eine Kontur aus andersfarbigen Steinen, die den ehemaligen Grundriss des Düsseldorfer Schlosses im Pflaster des Burgplatzes andeutet.

## Geschichte

### Gründung und Ausbau, 13. bis 15. Jahrhundert

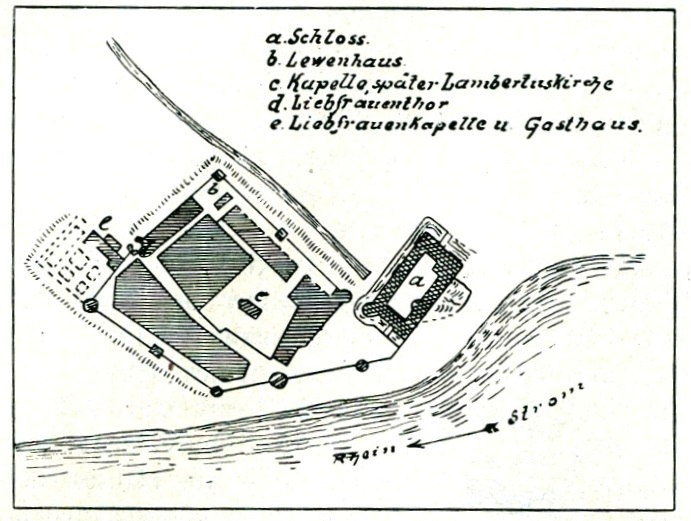
Rekonstruktionsskizze (1904) von Altstadt und Schloss im Jahr der Stadterhebung 1288

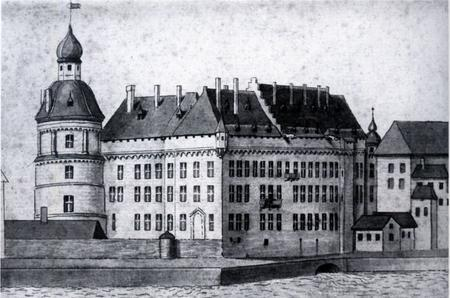
Westansicht des Düsseldorfer Schlosses nach der Umgestaltung nach den Plänen des Hofbaumeisters Nosthofen im Jahr 1755.

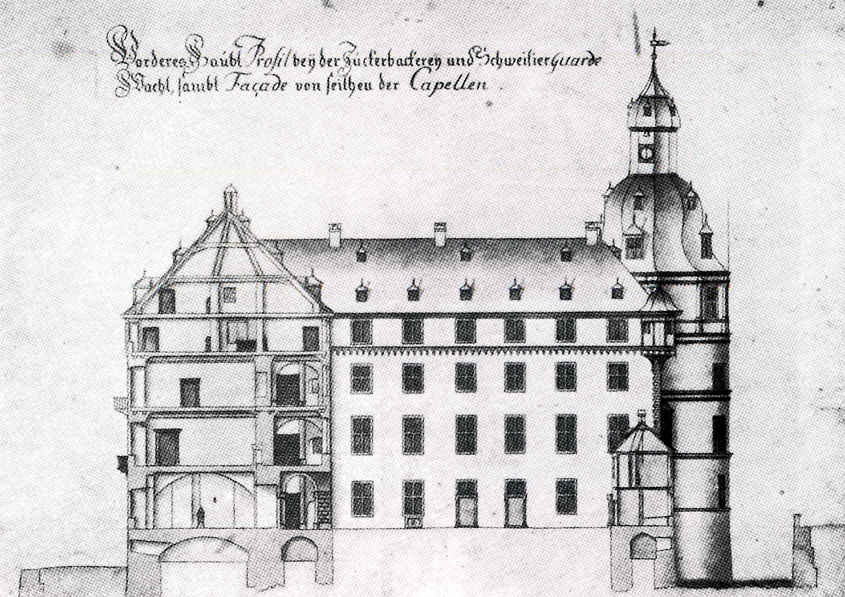
Düsseldorfer Schloss nach der Umgestaltung durch Nosthofen, 1756

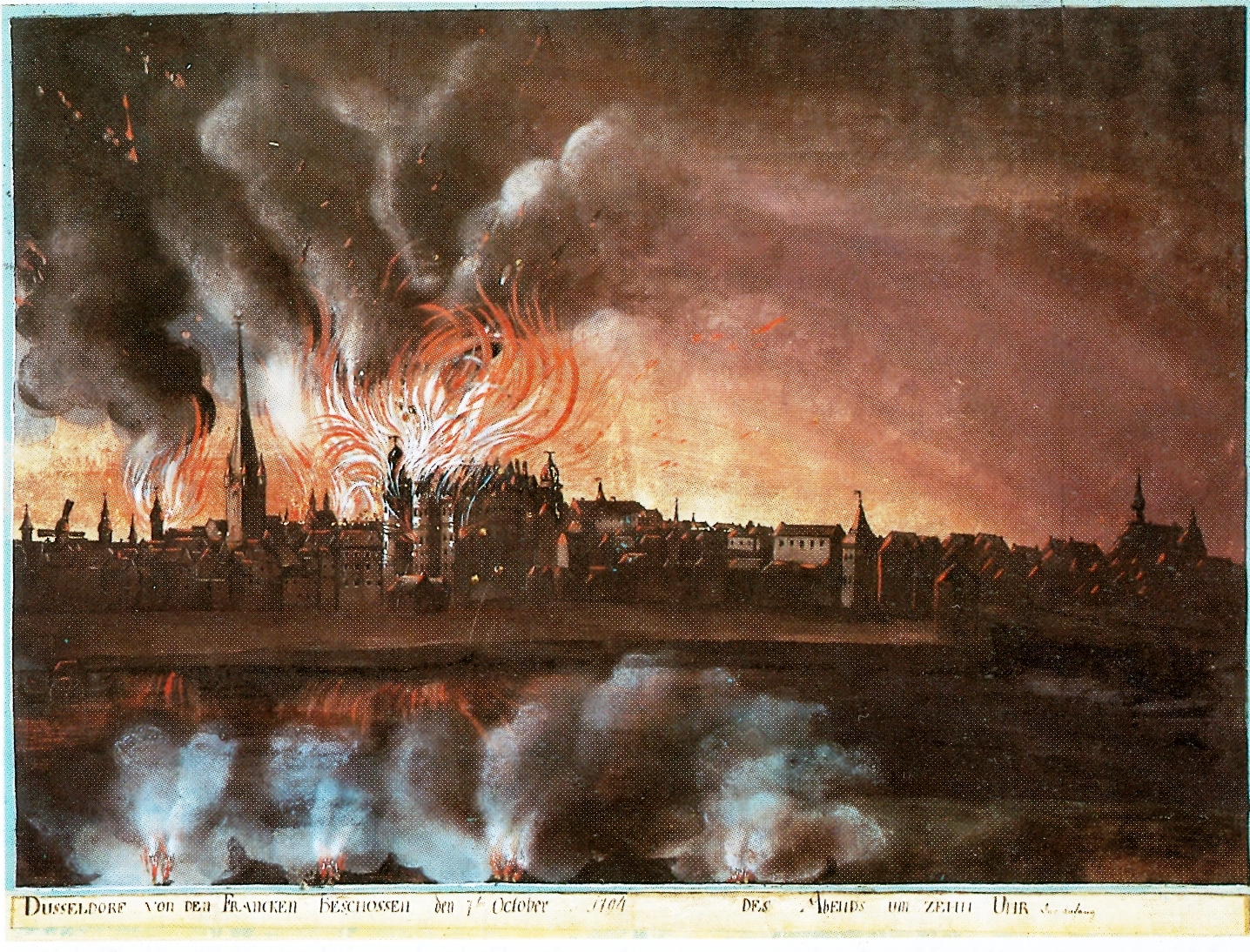
Brand der Stadt und des Residenzschlosses nach der Beschießung durch französische Artillerie am 6. Oktober 1794

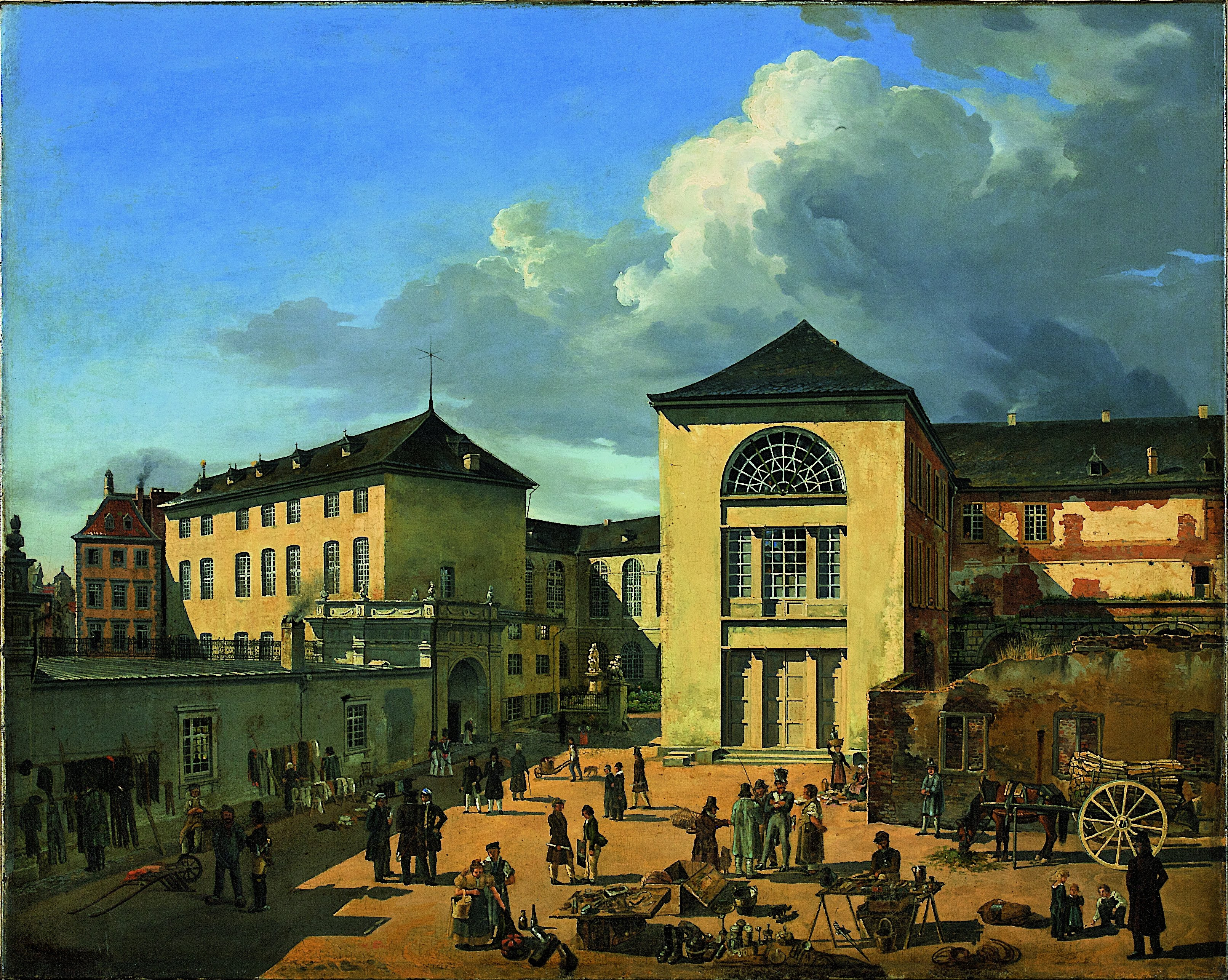
Die alte Akademie in Düsseldorf, Darstellung der Kunstakademie in einem Flügel des Düsseldorfer Schlosses auf einem Gemälde von Andreas Achenbach, 1831

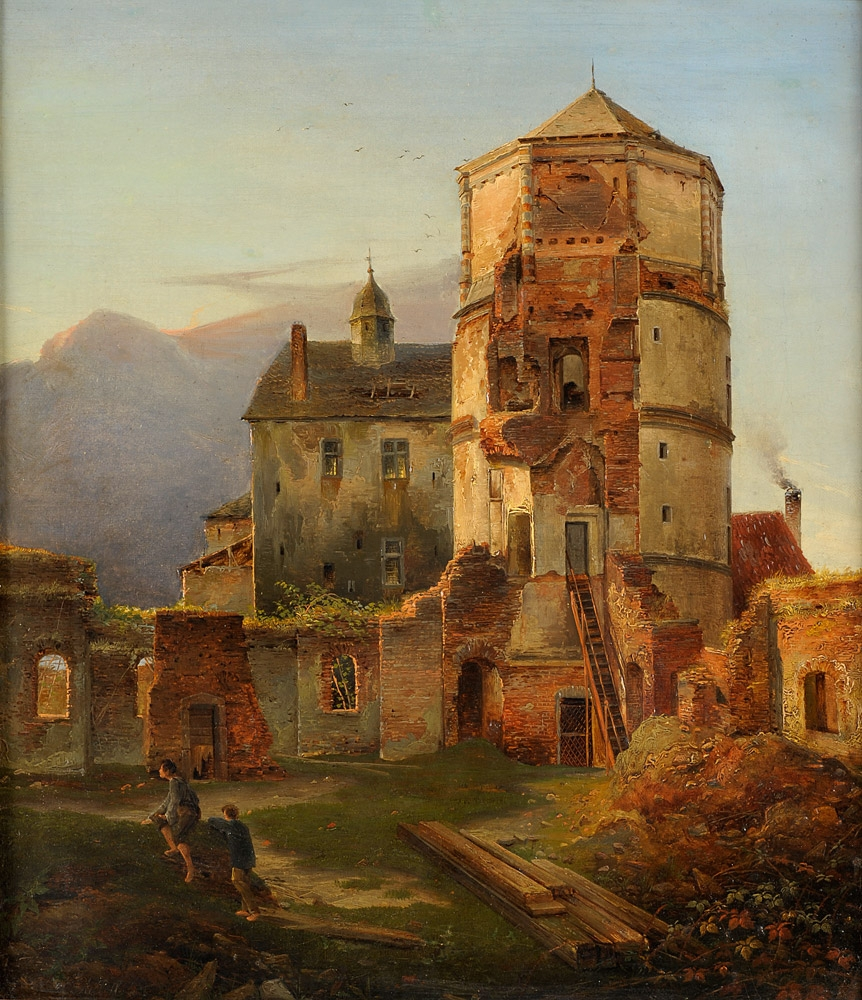
Burgruine, Darstellung des Schlossturms auf einem Gemälde von Carl Adloff, um 1840

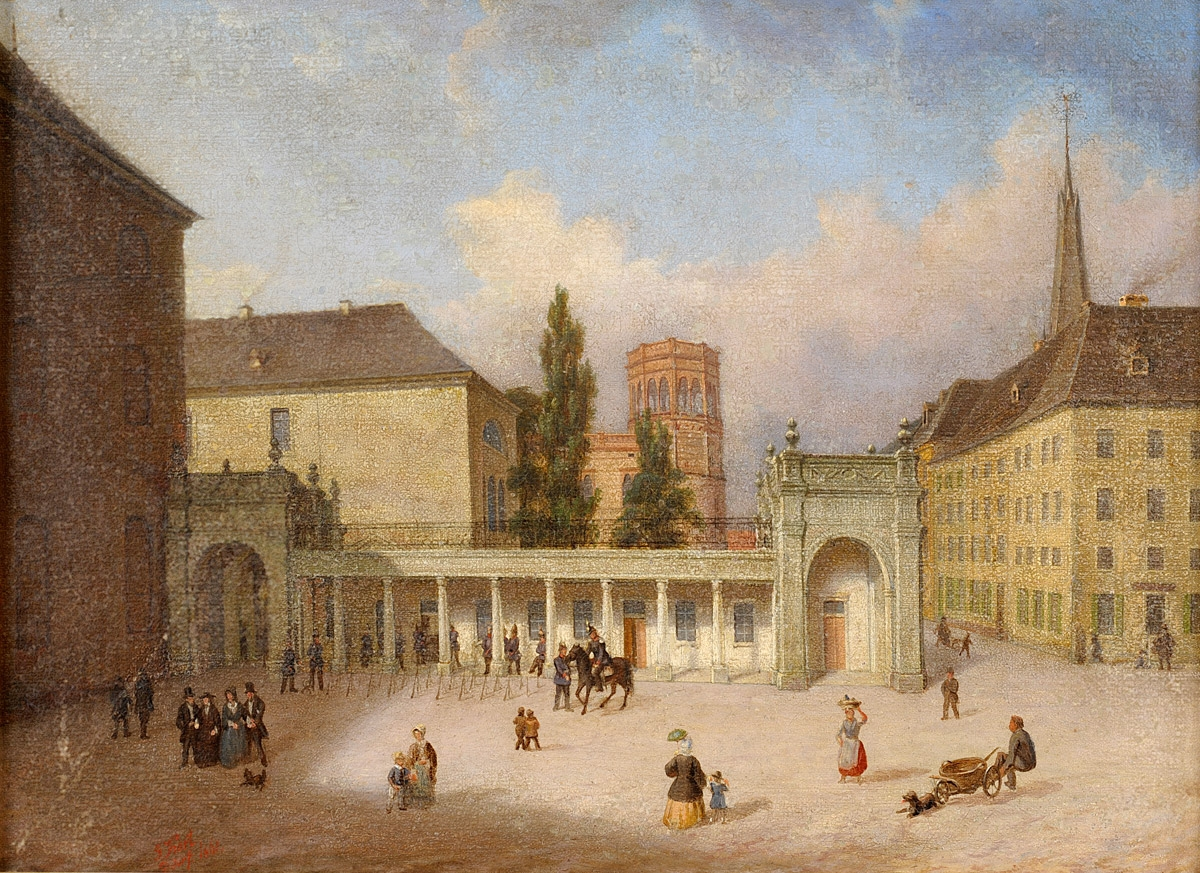
Düsseldorfer Stadtansicht, Gemälde von Julius Kost, 1861, Blick auf Wache, Akademie und Schlossturm mit neuer Laterne von August Stüler von 1845

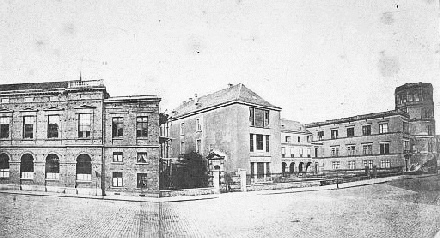
Altes Schloss in Düsseldorf im Jahre 1869: als Königliche Landesbibliothek genutzter Ostflügel der Gemäldegalerie (links), als Kunstakademie Düsseldorf genutzter Südflügel des Schlosses (Mitte) sowie als Provinziallandtag genutzter Neubau mit neu bekröntem Schlossturm (rechts)

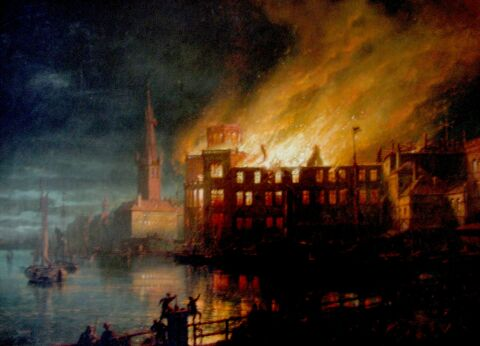
Brand des Düsseldorfer Schlosses 1872, nach August von Wille

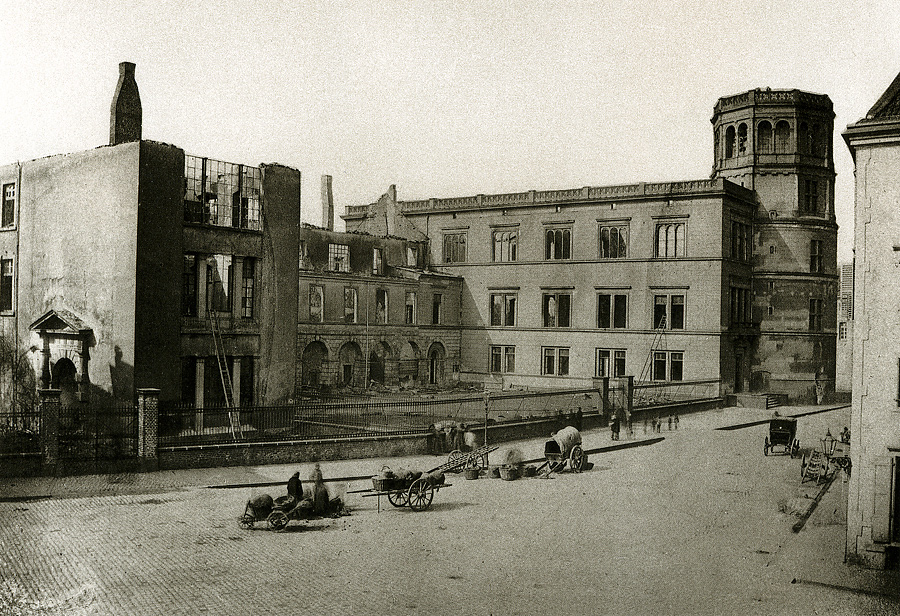
Düsseldorfer Schloss nach dem Brand, um 1872

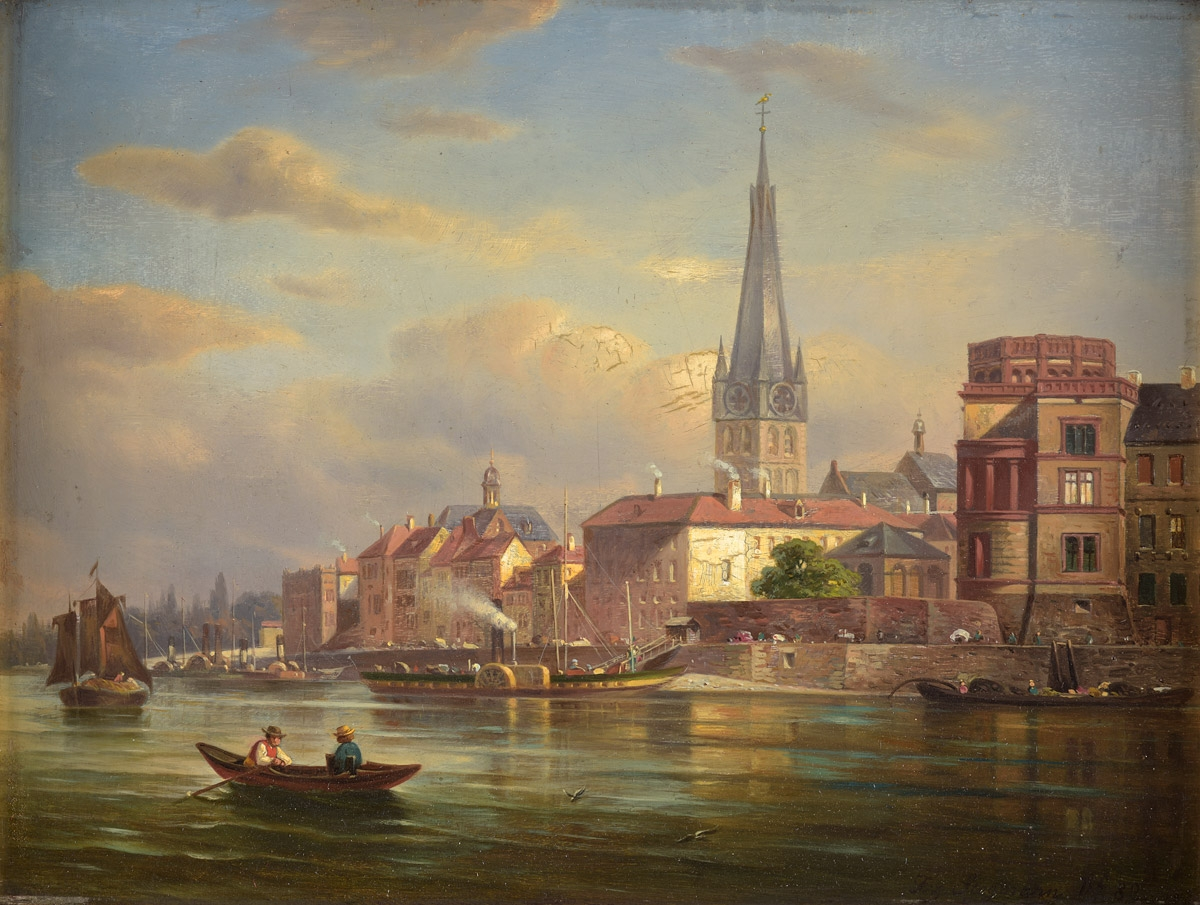
Rheinufer mit Krämerstraße am Düsseldorfer Schloss, Gemälde von Franz Stegmann, 1882

Die Schlossanlage wurde als gräfliche Burg vor dem Jahre 1260 gegründet. Die Entstehung des Schlosses weist in die Zeit, als Graf Adolf V. von Berg zusammen mit Herzog Johann I. von Brabant und den Grafen von Jülich und Mark die Herrschaft des Kölner Erzbischofes in der Schlacht von Worringen 1288 endgültig beendete. Aus dem 13. Jahrhundert stammt noch der erhalten gebliebene Rundturm. Die Erhebung Wilhelm II. in den Reichsfürstenstand zog eine planmäßige räumliche Ausgestaltung der Düsseldorfer Residenz nach sich. 1382 bestand auf dem Schloss der Vorläufer einer bergischen Kanzlei („schrijfcamer“). Für 1382 sind Baumaßnahmen an einer fürstlichen Kapelle verbürgt, die als „Schlosskapelle“ in einer Urkunde vom 12. Juli 1392 des Erzbischofs von Köln Friedrich III. angeführt wurde. Weitere Baumaßnahmen fanden um 1384 statt. Es wurde eine dreiflügelige Burganlage errichtet, die ungefähr die Fläche des heutigen Burgplatzes beanspruchte. Der Bau erfolgte im Rahmen eines Stadterweiterungsplans. 1399 sind bereits zwei Kapellen vorhanden; in der kleineren („capella minor“) leistete Herzog Wilhelm am 23. April 1399 in Gegenwart des englischen Abgesandten Johann de Palacio dem englischen König Richard II. den versprochenen Lehnseid. 1435 wird ein „Burghgrave“ erwähnt. 1492 brannte die Burg zum ersten Mal, anschließend ist vermehrte Bautätigkeit festzustellen. Ende des 15. Jahrhunderts wurde das Schloss ausgebaut, es entstand der viereckige Südostturm, der die Mühlen- und Kurzestraße, sowie den Markt- und Burgplatz dominierte. Als Material waren zu dem Schloss Sandsteinquader vermischt mit Trachyt verwendet worden. Spätere Verstärkungen wurden in Ziegelsteinmauerwerk gearbeitet.

### Brand und Zerstörung 1510
Am 23. Dezember 1510 zerstörte ein erneuter Brand den Versuch eines erweiternden Wiederaufbaus. „Item in demselven jair op den 23 ten dach December brande die alde Borch to Dusseldorp gans aff“, beschreibt die Duisburger Chronik den Brand der Alten Burg in Düsseldorf.

### Wiederauf- und Umbau nach Plänen Pasqualinis 1549
1521 wurde Düsseldorf Hauptstadt der Vereinigten Herzogtümer von Jülich-Kleve-Berg und bedurfte nun dringend eines repräsentativen Schlosses. Den Wiederauf- und Umbau leitete Bertram von Zündorf. Aber erst als Wilhelm der Reiche im Jahre 1549 den Renaissance-Baumeister Alessandro Pasqualini aus Bologna nach Düsseldorf berief, kam die Bautätigkeit in Schwung.
Dieser vollendete im Jahre 1551 den einzig noch erhaltenen Turm des Schlosses. Er setzte diesem toskanische Säulen vor. Weiter setzte Pasqualini dem Turm eine Renaissance-Kuppel, gekrönt von einer Laterne mit welscher Haube, auf. Im nordöstlichen Winkel des Schlosshofes brachte Pasqualini auch eine dreigeschossige Loggia an, die in ihren „modernen Renaissance-Formen von der altertümlichen Fachwerkgalerie links des rechteckigen Treppenturms sehr absticht“. Dokumentiert ist ein Ädikula-Portal mit durch Bossenquader rhythmisierten Wandpilastern. Auch die Schlosskapelle mit ihrer Altarwand und Täfelung mit Blendarkaden, korinthischen Wandpilastern und verkröpftem Gesims muss als Werk Pasqualinis gelten.
Format und Kunst Pasqualinis lassen sich an den erhaltenen Bauten Schloss Rheydt und Zitadelle Jülich ablesen.
Anlässlich der Hochzeit mit Jakobe von Baden-Baden schuf Frans Hogenberg im Jahre 1585 verschiedene Kupferstiche, die die Architektur des Residenzschlosses darstellen:

Kupferstiche von Franz Hogenberg zum Düsseldorfer Residenzschloss um 1585
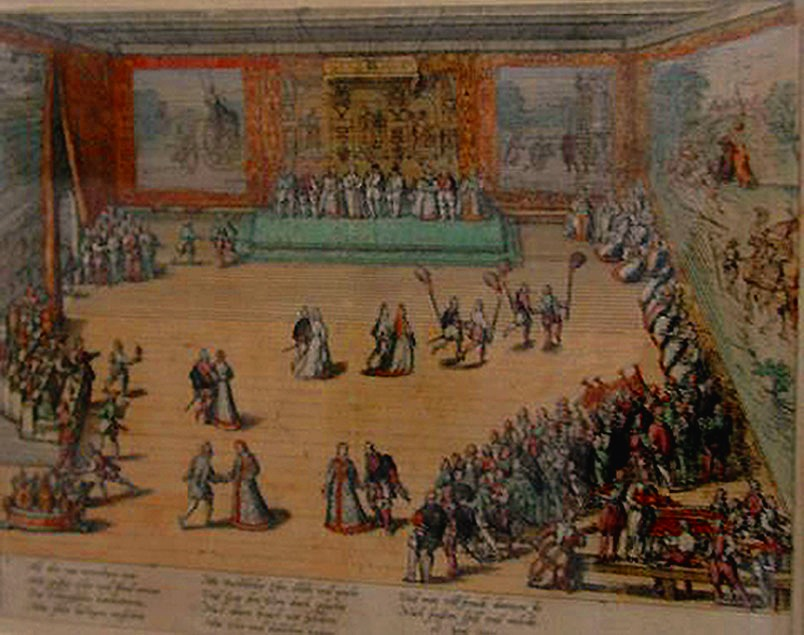
Der Thronsaal
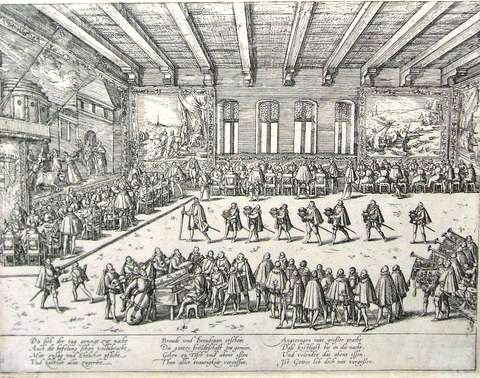
Der Festsaal mit der Brauttafel
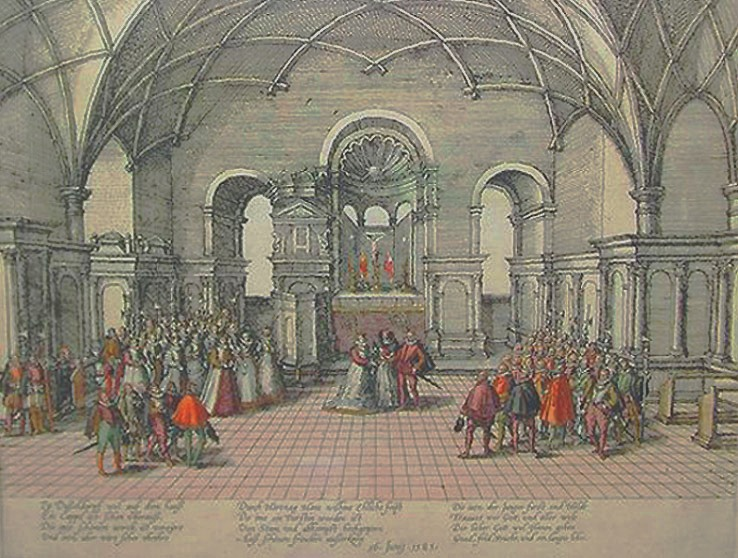
Die Schlosskapelle
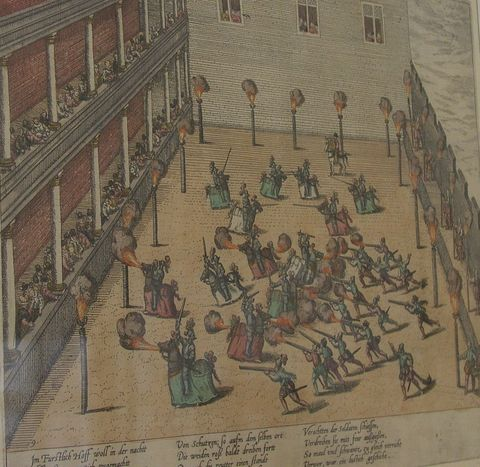
Innenhof mit Säulen
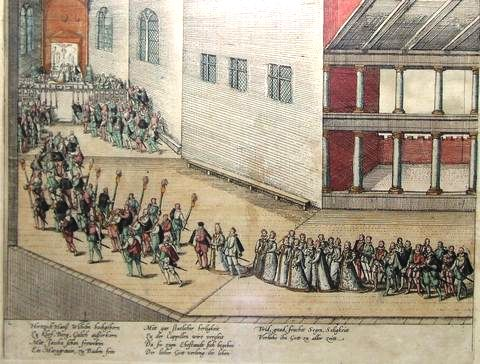
Innenhof mit Säulen

Mit dem Tod Johann Wilhelms von Jülich-Kleve-Berg am 25. März 1609 fand die über hundertjährige Klever Union der herzoglichen Häuser Jülich-Berg und Kleve-Mark im Düsseldorfer Schloss ihr Ende. Mit der Hochzeit seines Großvaters Johann war sie am 1. Oktober 1510 dort auch ehelich vollzogen worden. Im Jahr 1613 trafen sich im Düsseldorfer Schloss der pfalz-neuburgische Erbprinz Wolfgang Wilhelm und der brandenburgische Kurfürst Johann Sigismund, um über den Jülich-Klevischen Erbfolgestreit zu verhandeln. In der Hitze des Wortgefechts erteilte Johann Sigismund dem Pfalz-Neuburger eine Ohrfeige. Die Verhandlungen erbrachten keine Einigung.

### Umbau nach Plänen Martinellis, Ende 17. Jahrhundert
Als Kurfürst Jan Wellem die Herrschaft übernahm, verlegte er seine Hofhaltung nach Düsseldorf. Er ließ „gegen Ende des 17. Jahrhunderts“ das Schloss „nach seinem Geschmack modernisieren und ausstatten, der Treppenturm am rheinseitigen Flügel, sowie Loggia und [Fachwerk]Galerien mußten Arkaden und einer streng gegliederten dreizeiligen Fensterfront weichen“.
Die Erneuerungsarbeiten richteten sich auch auf das Innere; dabei bediente sich Jan Wellem italienischer Architekten, insbesondere des Domenico Martinelli, der zunächst unter Einbeziehung von Grundmauern des alten Schlosses eine große rechteckige Vierflügelanlage mit symmetrischen Barockfassaden und Raumabfolgen entworfen hatte. Wegen fehlender Geldmittel wurde dieser Entwurf jedoch nicht realisiert, stattdessen wurde das alte Schloss aufwendig modernisiert. Die barocke Hofhaltung verlangte aber auch mehr Raum. So wurden ein Backhaus, ein Brauhaus, ein Pferdestall und eine Reitschule gebaut, außerdem ein Theater, ein Ballhaus und ein Pagenhaus. Im rheinseitigen Flügel wurde der große Festsaal mit Fenstern zum Rhein erbaut. In diesem Saal hatten die Bankette und Bälle anlässlich der Hochzeit Johann Wilhelms, des Sohns Wilhelms des Reichen, mit Jakobe von Baden stattgefunden. Der Saal hatte eine „sehr mächtige Balkendecke und riesige Wandteppiche“. Eine Abbildung hat sich im Erinnerungsbuch des Dietrich Graminäus erhalten. 1654 empfing Herzog Philipp Wilhelm den englischen König Karl II. auf dem Schloss. 1697 fand im Schloss wieder eine bedeutende Hochzeitsfeier statt: Der homosexuelle Gian Gastone de’ Medici, neben seinem ebenfalls homosexuellen Bruder Ferdinando letzter männlicher Vertreter des großherzoglichen Hauses Medici, vermählte sich mit Anna Maria Franziska von Sachsen-Lauenburg, von der er sich bald kinderlos trennte, womit diese Dynastie zum Aussterben verurteilt war. Während des Spanischen Erbfolgekriegs, im Oktober 1703, stattete der zum König von Spanien proklamierte Erzherzog Karl, der spätere römisch-deutsche Kaiser Karl VI., dem Kurfürstenpaar im Schloss einen Besuch ab. Auch der an den damaligen Kriegshandlungen beteiligte John Churchill weilte in diesen Tagen in Düsseldorf. Wegen der Eroberung des kurkölnischen Kaiserswerth im Jahr 1702 hatte ihn die englische Königin Anna zum ersten Duke of Marlborough erhoben. Zwischen 1709 und 1712 wurde nach Plänen von Matteo Alberti als erster selbständiger Galeriebau Europas die Gemäldegalerie Düsseldorf an das Schloss angebaut.
Kurfürst Jan Wellem und seine Gemahlin Anna Maria Luisa residierten in Düsseldorf, wichen im Sommer oft nach Schloss Benrath aus, für die Jagd bezogen sie Schloss Bensberg.
Nach dem Tode Jan Wellems wurde die Hauptresidenz des Kurfürsten unter seinem Nachfolger Karl Philipp 1718 nach Heidelberg und 1720 nach Mannheim verlegt, sodass Schloss und Stadt Düsseldorf ihre herausgehobene Stellung wieder verloren.

### Abbruch des Nordflügels und Umbau nach Plänen Nosthofens 1755
1743 gab Kurfürst Karl Theodor bekannt, zu einem längeren Aufenthalt in Düsseldorf residieren zu wollen. Daraufhin bewilligten die Stände von Jülich-Berg Gelder für eine Instandsetzung des Schlosses. Von Oktober 1746 bis September 1747 diente das Schloss als ein Wohnsitz des Kurfürsten. Am Marktplatz wurde in dieser Zeit für den kurpfälzischen Hof das frühere Gießhaus des Bildhauers Gabriel Grupello zu einem Komödienhaus hergerichtet. Im Jahre 1755 entschied sich Karl Theodor – aufgrund der durch Brand und Feuchtigkeit verursachten Baufälligkeit des alten Schlosses – für einen Neubau. Daher ließ er den alten Nordflügel abbrechen. Bei den anderen Flügeln ließ er die Brustwehren der Dächer entfernen und über den gotischen Bogenstellungen des dritten Geschosses ein zusätzliches Geschoss als Wohnräume für die Dienerschaft aufbauen. Der Gebäudekomplex wurde mit großen Walmdächern gedeckt, die Entwürfe lieferte der Hofbaumeister Johann Heinrich Nosthofen. 1780 errichtete Nicolas de Pigage den neuen Marstall.

### Beschießung und Zerstörung 1794 und Wiederherstellungsbeschluss 1811
Im Zuge des Ersten Koalitionskrieges kam es nach der Zweiten Schlacht bei Aldenhoven zur Belagerung der Stadt auf dem linken Rheinufer. Heere des revolutionären Frankreich erreichten den Rhein bei Neuss und Düsseldorf und beantworteten am Abend des 6. Oktober 1794 unter Jean-Baptiste Kléber und Jean-Baptiste Bernadotte, dem späteren König von Schweden, eine Kanonade der kaiserlichen Truppen in der Stadt mit einer Beschießung Düsseldorfs. Daraufhin entstand in der Nacht auf den 7. Oktober ein Großfeuer, bei dem das Residenzschloss, Kirche und Kloster der Cölestinerinnen in der Ratinger Straße, der kurfürstliche Marstall an der Mühlenstraße sowie viele Bürgerhäuser aus- und abbrannten. Die Beschießung wurde von einem Unbekannten in einer Gouache gemalt: Im Vordergrund ist die französische Batterie am linken Rheinufer im Bereich des früheren Forts Düsselburg dargestellt. Die Stadt ist erhellt von Flammen, die aus dem Schloss und den Häusern an der Ratinger und an der Mühlenstraße herausschlagen.
Als Folge eines Ländertausches zwischen Frankreich, Pfalz-Bayern und Preußen wurde 1806 das Großherzogtum Berg gegründet. Zunächst wurde es von Joachim Murat regiert, ab 1808 von Napoleon Bonaparte selbst. Noch vor dem Ländertausch hatte der pfalz-bayerische Kurfürst Maximilian einen Großteil der weltberühmten Gemäldesammlung aus der Düsseldorfer Galerie abziehen lassen. Sie stand seither weitgehend leer. Als bekannt wurde, dass Napoleon und seine Gemahlin Marie Louise im November 1811 das Großherzogtum Berg und dessen Hauptstadt Düsseldorf besuchen würden, ließ der französische Kommissar Jacques Claude Beugnot durch seinen Baudirektor Adolph von Vagedes Pläne zur Renovierung von drei Galeriesälen und eines Treppenhauses des Schlosses anfertigen. Die Räume wurden anschließend nach Vagedes’ Vorgaben von den Malern J. Petersen und Ludwig Pose dekorativ ausgemalt.
Im „Verschönerungsdekret“ vom 17. Dezember 1811, das Napoleon nach seinem Staatsbesuch im Gesetz-Bulletin des Großherzogtums Berg veröffentlichen ließ, war unter Art. 5 vorgesehen, dass das alte Schloss wiederhergestellt und eine Universität darin untergebracht werden sollte.

### Nutzung und Bauten im 19. Jahrhundert
Das Königreich Preußen, das 1815 in die Rechtsnachfolge des Großherzogtums Berg eintrat, sah als neuen Hauptnutzer des Schlosses die 1819 reorganisierte Kunstakademie Düsseldorf vor. Sie zog in Schloss und Gemäldegalerie ein. Ihr Schaffen begründete eine Kunstströmung, die als Düsseldorfer Malerschule weltberühmt wurde. Ein weiterer Nutzer des Schlosses wurde ab 1817 die Königliche Münze. Diese Münzprägeanstalt war eine der drei staatlichen Münzen Preußens und bis 1848 dort untergebracht. Sie war mit modernsten Kniehebelpressen aus der Herstellung von Diedrich Uhlhorn ausgestattet.
In den 1840er Jahren entschloss sich der preußische Fiskus, die erhalten gebliebenen Teile des Schlosses für den Provinziallandtag der rheinischen Stände, die ab 1826 in Düsseldorf tagten, und für die Kunstakademie repräsentativ auszubauen. Pläne hierfür lieferten der Akademieprofessor Rudolf Wiegmann und der königlich preußische Hofarchitekt Friedrich August Stüler. Wiegmanns Entwurf fand nicht die Zustimmung des Königs. Stüler hatte zwei Planungsvarianten gezeichnet, eine neogotische und eine im Stil der Neorenaissance. Für Letztere sprach sich schließlich auch der gutachterlich befragte Direktor der Kunstakademie Wilhelm von Schadow aus. 1845 fand die Grundsteinlegung im Beisein von König Friedrich Wilhelm IV. statt. Der als Teil der Schlossruine noch stehende Turm wurde über dem obersten Stockwerk mit einer Laterne aus rötlichem Naturstein bekrönt und mit einer Plattform versehen. Die Idee dazu hatte wohl Friedrich Wilhelm IV. höchstpersönlich geliefert und durch Stüler umsetzen lassen. Im Oktober 1851 fand die erste Ständehaussitzung in den neuen Räumlichkeiten statt. Relativ häufig wurden die 24 neuen Räume des Schlosses für andere Nutzungen in Anspruch genommen. So wurde dort etwa vom 15. Juli bis 1. Oktober 1852 die Provinzial-Gewerbe-Ausstellung für Rheinland und Westphalen veranstaltet. Bereits in der Bauphase, während der Deutschen Revolution 1848/1849, war die Anlage für einige Monate von einem Bataillonsstab und zwei Infanteriekompanien belegt worden.
Nach spätklassizistischen Plänen von Carl Albert Krüger wurde in den Jahren 1866 bis 1869 das Gebäude der Gemäldegalerie Düsseldorf für die Aufnahme der Königlichen Landesbibliothek Düsseldorf umgebaut und erweitert.

### Brand 1872 und Abbruch des Südflügels 1896
In der Nacht vom 19. auf den 20. März 1872 brach aus nicht geklärter Ursache im Obergeschoss des rheinseitigen Schlossflügels ein Großbrand aus, der das ganze Schloss in Mitleidenschaft zog. Auch der für das Ständehaus genutzte Teil brannte aus. Der im Schloss wohnende Akademie-Inspektor Ludwig Holthausen konnte, nachdem er den Brand bemerkt hatte, sich und seine Familie nur noch durch Flucht in Sicherheit bringen. Das alte Galeriegebäude samt dort gelagerter wertvoller Bestände der akademischen Kunstsammlung blieb dank dem Einsatz des Akademie-Konservators Andreas Müller erhalten. Die verschiedenen Malerateliers der Kunstakademie mit ihren Gemälden gingen bei dem Großbrand jedoch unter.
Nach dem Brand wurden einige Teile wie der Schlossturm nur notdürftig wiederhergestellt. Wilhelm Lotz, der Leiter der Architekturklasse der Kunstakademie, und Hermann Riffart entwickelten sodann Pläne zu einem Wiederaufbau des Schlosses für Zwecke der Kunstakademie. Hiergegen richteten sich Bedenken anderer Professoren, die die Eignung des Schlosses als Akademiegebäude bezweifelten und bessere Räumlichkeiten forderten, welche sie mit dem Neubau der Kunstakademie am Sicherheitshafen 1879 schließlich erhielten. Auch der Provinziallandtag der Rheinprovinz ließ sich einen Neubau errichten, das zwischen 1876 und 1880 erbaute Ständehaus am Kaiserteich. Der noch erhalten gebliebene Südflügel des Schlosses wurde 1896 abgebrochen. Es blieb nur noch der Schlossturm in der von Pasqualini, Wiegmann und Stüler geschaffenen Gestalt übrig, der Anfang des 20. Jahrhunderts Runder Turm genannt wurde.

## Rezeption
- Thomas Coryat, ein englischer Reiseschriftsteller, der als einer der Väter der Grand Tour gilt, schrieb in seinen 1611 veröffentlichten Crudities: „Die erste Stadt zu der ich kam, war Düsseldorf, eine hübsche Stadt im Herzogtum Kleve, direkt am Rhein gelegen. Sie ist bemerkenswert durch zwei Dinge: Das eine ist ein großartiger Palast, der dem Herzog gehört, und dann ist dort eine Residenz des herzoglichen Hofes … Doch so wenig ich auch sah, so bemerkte ich doch, daß es der prächtigste Wohnsitz ist, den ich in den ganzen Niederlanden sah. Dieser Palast besitzt eine einzigartige Besonderheit: ein Teil des Rheins ist schön von ihm überbaut durch passende Gewölbe, die zu diesem Zweck angelegt wurden“.[29]
- Heinrich Heine erinnerte sich an seine Düsseldorfer Kindheit mit folgenden Zeilen: „… wir saßen vor der marmornen Statue auf dem Schlossplatz – auf der einen Seite liegt das alte, verwüstete Schloss, worin es spukt und nachts eine schwarzseidene Dame ohne Kopf, mit langer, rauschender Schleppe herum wandelt …“. In der schwarzseidenen Dame verbirgt sich die Erinnerung an die unglückliche Jakobe von Baden.